# Pogwizdów (Tarnów)
Pogwizdów – historyczna część miasta Tarnów, położona na południe od centrum miasta. Rozpościera się w rejonie alei Matki Bożej Fatimskiej.
Włączony do Tarnowa w 1805 roku. Gmina jednostkowa Pogwizdów Vorstadt przetrwała znacznie dłużej.
W 1835 r. biskup tarnowski Franciszek de Paula Pisztek kupił budynek po browarze i ogród na przedmieściu Pogwizdów w celu przystosowania go na „dom ochrony ubogich i chorych”. Zatrudniono w nim stałego lekarza ordynariusza Wilhelma Kocha (prawdopodobnie pierwszego honorowego obywatela Tarnowa). W tym samym roku w Tarnowie urodził się Józef Szujski historyk, pisarz, publicysta i polityk. W 1842 r. także na Pogwizdowie otwarto szpital żydowski ufundowany z inicjatywy dobroczynnych towarzystw żydowskich, a przede wszystkim tarnowskiej filantropki Debory Menkes-Wekslerowej (obecnie al. Matki Bożej Fatimskiej 25).